# Жан Жак Нікола Юо
Жан Жак Нікола Юо (12 лютого 1790, Париж — 19 травня 1845, Версаль) — французький географ, геолог і натураліст.
Член кількох вчених товариств, він був членом-засновником Société géologique de France (1830). Він є автором різних праць з природознавства (про копалини тварин і рослин), геології та географії. Він закінчив «Précis de la géographie universelle» («Система універсальної географії») Конрада Мальте-Бруна в 1829 р., який залишився незавершеним після смерті данського вченого в 1826 р. Окрім цього, він зробив внесок у «Енциклопедичну методику: Географія-статура» Ніколя Десмареста . Пізніше у своєму житті він був куратором бібліотеки міста Версаль.